# マリオ&ソニック AT 東京2020オリンピック
- マリオシリーズ > マリオ&ソニック > マリオ&ソニック AT 東京2020オリンピック
- ソニックシリーズ > マリオ&ソニック > マリオ&ソニック AT 東京2020オリンピック

『マリオ&ソニック AT 東京2020オリンピック』（マリオアンドソニック アット とうきょうにいぜろにいぜろオリンピック、Mario & Sonic at the Olympic Games Tokyo 2020）は、任天堂とセガゲームスが共同開発したスポーツゲーム。2019年11月1日にNintendo Switch版が発売された。2020年1月23日にアーケード版もセガ・インタラクティブより稼働開始。
本稿では、ソニックシリーズのキャラクターのみ登場するiOS/Android用ソフト『ソニック AT 東京2020オリンピック』についても記述する。

## 概要
任天堂のマリオシリーズとセガゲームスのソニックシリーズのコラボレーションによるオリンピックゲームの6作目及び最終作。2021年に東京で開催された2020年東京オリンピックを舞台としている。なお、これまでのシリーズ作品は日本での発売元を任天堂が担当していたが、本作では日本を含む全世界でセガゲームスが発売元となっている。
本作には様々な競技が収録されているが、その中には、東京で前回行われた1964年東京オリンピックを基にしたものも含まれている。このモードではゲーム画面が全てドット絵で描写され、マリオシリーズのキャラクターはスーパーマリオシリーズ第1作『スーパーマリオブラザーズ』の、ソニックシリーズのキャラクターはシリーズ第1作『ソニック・ザ・ヘッジホッグ』のドット絵をベースにしたものが用いられている。
アーケードゲーム版は、新開発した筐体と他タイトルからのコンバージョン筐体の2種類が用意され、最大4筐体まで連結が可能。
開発元のセガは本作以外のIOC公式ゲームとして、PlayStation 4/Nintendo Switch用ソフト『東京2020オリンピック The Official Video Game』を2019年7月24日に発売している。
なお、IOCはNFTやeスポーツに注力するために任天堂及びセガとのライセンス契約を更新しなかったため、本作が「マリオ&ソニック」シリーズの最終作となった。

## ゲームモード

### Nintendo Switch版
ワンマッチ
後述の「東京2020年競技」「東京1964年競技」「ドリーム競技」に収録の競技をプレイできる。一部競技を除き最大4人の対戦または協力プレイに対応している。
ストーリーモード
クッパとエッグマンは、邪魔なマリオとソニックを閉じ込めるためレトロゲーム機を発明したものの、これは怪しいと感じたマリオとソニックがなかなかプレイしようとしないため、痺れを切らしたクッパはその後に来たルイージに押させようとし、悪い予感がしたエッグマンも後を追うがクッパに驚いたルイージが誤って起動ボタンを押してしまったため、マリオとソニック、キノピオだけでなく、自分たちも吸い込まれてしまう。5人は元の世界に戻るため過去の東京オリンピックの世界を冒険することになる。一方、取り残されたルイージは、テイルスと共にマリオとソニックたちを救出するため、現代の東京を巡ることになるが、そのことを知らないクッパJr.にゲーム機を奪われてしまう。
様々な競技や「ゆうぎじょう」で行われる10種類のミニゲーム、各競技のゲストたちとのバトルなどもプレイすることにより物語が進行していく。
マイデータ
ゲーム設定変更やプレイ記録の閲覧のほか、ストーリーモードのミニゲームのプレイや取得したトリビアの閲覧を行うことができる。

### アーケード版
通常ステージ
「東京2020年競技」を4日間（ゲーム内）の日程で1日1種目行い、各種目に設定されたクリア条件を達成すると次の日程に進むことができる。最終日（4日目）はライバルキャラが登場し、ライバルに勝利するとゲームクリアとなる。
ボーナスステージ
通常ステージを好成績でクリアすると途中で出現する。「東京1964年競技」をクリア条件なしで1種目気軽にプレイできる。

## 登場選手
本作ではシリーズで初めて競技に応じて服装が替わる選手が登場する。
- ▲は1964東京五輪で出場可能の選手
- ★はアーケード版にも出場する選手（アップデートで都度追加されている）

### マリオシリーズ
- マリオ ▲★
  - 声優 チャールズ・マーティネー
- ルイージ ▲★
  - 声優 チャールズ・マーティネー
- ピーチ ▲★
  - 声優 サマンサ・ケリー
- ヨッシー ★
  - 声優 戸高一生
- デイジー ★
  - 声優 ディアナ・マスタード
- ワリオ ★
  - 声優 チャールズ・マーティネー
- ワルイージ ★
  - 声優 チャールズ・マーティネー
- ドンキーコング ★
  - 声優 長嶝高士
- クッパJr. ★
  - 声優 ケーティー・サゴイアン
- クッパ ▲★
  - 声優 ケニー・ジェームズ
- キノピコ（110mハードル）※本作初参戦
  - 声優 サマンサ・ケリー
- ロゼッタ（サーフィン）
  - 声優 ローラ・フェイ・スミス
- ディディーコング（ラグビー）
  - 声優 鈴木勝美
- ラリー（馬術）
  - 声優 レニ・ミネルラ
- ウェンディ（水泳）
  - 声優 レニ・ミネルラ
- ルドウィッグ（フェンシング）
  - 声優 マイク・ヴォーン

### ソニックシリーズ
- ソニック ▲★
  - 声優 金丸淳一
- テイルス ▲★
  - 声優 広橋涼
- エミー ★
  - 声優 川田妙子
- ナックルズ ▲★
  - 声優 神奈延年
- ブレイズ ★
  - 声優 高森奈緒
- シャドウ ★
  - 声優 遊佐浩二
- シルバー ★
  - 声優 小野大輔
- ベクター ★
  - 声優 三宅健太
- メタルソニック ★
  - 声優 なし
- エッグマン ▲★
  - 声優 中村浩太郎
- ルージュ（ロッククライミング）
  - 声優 落合るみ
- ジェット（サッカー）
  - 声優 岸尾だいすけ
- エスピオ（三段跳び）
  - 声優 増田裕生
- ザボック（ボクシング）
  - 声優 中田譲治
- ザズ（卓球）
  - 声優 青山穣
- エッグマンネガ（空手）
  - 声優 大塚周夫[14]

## 競技
★はアーケード版にも収録される競技

### 東京2020年競技
- 100m ★
- 110mハードル
- 4×100mリレー
- やり投
- 三段跳 ★
- 円盤投 ★
- スポーツクライミング ★
- サーフィン ★
- スケートボード
- ボクシング
- 空手
- サッカー
- ラグビー ★
- カヌー
- 水泳 ★
- 体操床 ★
- 障害馬術
- バドミントン
- 卓球
- フェンシング
- アーチェリー

### 東京1964年競技
- 100m
- 400mハードル ★（アーケード版は110mに変更）
- 走幅跳
- マラソン
- 10m高飛込 ★
- 跳馬 ★
- カヌー
- 柔道
- バレーボール
- 射撃 ★

### ドリーム競技
- ドリームシューティング
- ドリームレーシング
- ドリーム空手

### ゆうぎじょう
東京2020年競技
- 東京タワークライミング
- 東京都庁舎タックル&シュート
- 渋谷スクランブルサーチ
- 歌舞伎座ショット
- 東京スカイツリーファイト

東京1964年競技
- 東京上空シューティング
- 新幹線スプリント
- 隅田川ボートライド
- ハイウェイチェイス
- 博物館スニーキング

## 開発
本作は二度目の自国開催である2020年東京オリンピックを題材としていることもあり、開発スタッフは特別な気持ちを以て本作の開発に臨んだ。ディレクターを務めた平尾直裕は、自国開催というだけあって、開発期間中に最新情報をすぐに得られたことや、現地取材や組織委員会との連絡がしやすかったと4Gamer.netのインタビューの中で話している。
本作の制作は、企画の際にセガが競技の概要書を作成して、任天堂と組織委員会に提出し、それからルール等の整合性を取りながらゲームとして開発するという手法が取られた。
本作には21種目の競技が収録されており、陸上をはじめとする「花形競技」に加え、同大会で初めて正式採用された種目も収録された。このほかにも、Nintendo Switch特有の体感操作にふさわしいとスタッフが判断した種目も収録された。本作にて初めて収録された種目の一つであるスポーツクライミングは、当初ドリーム競技として収録する予定だったが、実際のオリンピックで正式競技として採用されたことから、東京2020年競技に変更された。もう一つの新しい正式競技である空手は、実際の空手のルールをアレンジし、格闘ゲームに近い内容で収録された。また、過去作にも収録されている競技についても改善が施されており、たとえば陸上100m走では、力をためてスタートを切った後、走行中にスペシャルダッシュを発動させる基本的な部分に加え、特定の地点にあるマーカーを通過する際にボタンを押すと加速が増すという機能が追加された。プロデューサーの大橋宣哉は、途中で競技の収録を取りやめたり、別の競技に差し替えるといったことはなかったと4Gamer.netのインタビューの中で話している。
従来の作品では、知的財産の保護という観点から、いかなる競技であってもキャラクターの衣装は変えないという方針が立てられていたが、セガと任天堂との話し合いにより、本作においてはキャラクターの衣装に合わせてスポーツウェアを用意するという方針が立てられた。
本作は双方のファンが楽しめるような仕掛けが施されており、たとえばドリーム競技のステージには、それぞれの作品に登場するステージをもとにしたものがある。

### 「東京1964年競技」の導入
開発スタッフは二度目の自国開催という期待に応えるために、1回目の1964年東京オリンピックをゲームで表現するという考えのもと、同大会を基にしたモード「東京1964年競技」の導入に踏み切った。
任天堂や大会組織委員会との話し合いの末、マリオシリーズのキャラクターはスーパーマリオシリーズ第1作『スーパーマリオブラザーズ』の、ソニックシリーズのキャラクターはシリーズ第1作『ソニック・ザ・ヘッジホッグ』（メガドライブ版）のドット絵をベースにしたものが用いられた。
当初は、マリオシリーズ側のキャラクターはドットのパターンが少ないため、後発にあたるソニックシリーズ側の発売時期に合わせたデザインにするというアイデアもあった。そこへ任天堂から「全キャラクターを『スーパーマリオブラザーズ』のパターンで構築してはどうか」という提案が寄せられ、興味を抱いた開発スタッフにより、キャラクターの動きを左右90度の回転に限定した上で、双方のシリーズ第1作のグラフィックを用いることとなった。この際、ピーチ姫のグラフィックはエンディングに登場した1パターンしか存在しないこととなるが、上下に小刻みに揺らして走っているように見せることで、この課題を解決した。
「東京1964年競技」に登場する10競技は、実際のオリンピックの競技から選定されている。

## ソニック AT 東京2020オリンピック
『ソニック AT 東京2020オリンピック』（ソニック アット とうきょうにいぜろにいぜろオリンピック、Sonic at the Olympic Games Tokyo 2020）は、2020年5月7日に配信されたiOS・Android用スポーツゲーム。
『マリオ&ソニック AT 東京2020オリンピック』に登場したソニックシリーズのキャラクター16体が続投している一方、競技内容は異なっている。物語は、東京を占拠して「エッグマンシティ」を建設しようとするエッグマンに対してソニックたちがオリンピック競技を通じて戦うという内容になっている。
オンライン版は2021年12月15日をもってサービス終了となったが、改めて買い切りのオフライン版が2022年1月24日より配信された。オンライン版に存在した一部の機能を除いたすべてのコンテンツを、追加課金なくプレイすることができる。

### 競技
- 400mハードル
- 100m
- ハンマー投
- アーチェリー
- バドミントン
- 射撃-トラップ
- 3m飛板飛込
- トランポリン
- 空手
- スポーツクライミング
- フェンシング
- BMXレーシング
- 走幅跳
- 卓球
- やり投

### ミニゲーム
- 東京スカイツリージャンプ
- ナンバーロック
- クレーンゲーム
- チャレンジクイズ
- エッグポーンラッシュ
- おみやげさがし